# Kopfballpendel
Ein Kopfballpendel ist ein Trainingsgerät zur Verbesserung des Kopfballspiels im Fußball.
Es besteht aus einer längenverstellbaren Schnur, die üblicherweise an einem Balken oder Schwenkarm befestigt ist und an deren unterem Ende ein Ball befestigt ist. Der Ball wird über die Kopfhöhe des Trainierenden gehängt, der an dem frei schwingenden Ball Koordination und Sprungkraft trainieren kann. Es kann auch dazu verwendet werden den Spielern die Angst vor dem auftreffenden Ball zu nehmen.  